# 矢田村 (愛知県)
矢田村（やたむら）は、愛知県知多郡にあった村。現在の常滑市の一部にあたる。

## 地理
知多半島中央部の丘陵地に位置していた。
- 河川：矢田川[2]

## 歴史
- 江戸時代は尾張藩領で横須賀代官所支配であった[2]。
- 1878年（明治11年）知多郡米田村の一部となる[2]。
- 1884年（明治17年）米田村から分立して矢田村となる[2]。
- 1889年（明治22年）10月1日、町村制の施行により、知多郡矢田村が単独で村制施行し矢田村が発足[1][2]。大字は編成せず[2]。
- 1906年（明治39年）5月1日、知多郡久米村、金山村と合併し、三和村を新設して廃止された[1][2]。合併後、三和村矢田となる[2]。

## 産業
- 農業[2]

## 教育
- 1873年（明治6年）勤稼学校設立[2]。1876年（明治9年）矢田学校に改称[2]。